# Alli Mia Fora
Alli Mia Fora (на гръцки: Άλλη μια φορά; на английски: One More Time) е името на третия албум на гръцкия музикален дует Антик. Албумът е издаден през ноември 2002 от V2 Records и става „златен“ в Гърция. Това е първият техен албум, който получава такъв статус. През 2003 г. много от песните от албума са включени на английски в шведското издание на албума със заглавие Blue Love.

## Списък на песните
1. „Moro Mou“ – 3:23
2. „Ela Do'(Come 2 Me)“ – 3:24
3. „Alli Mia Fora“ – 3:52
4. „Tora Tora“ – 4:08
5. „Gyrna Ksana“ – 4:00
6. „Kardia Mou“ – 4:26
7. „Pes Mou“ – 4:12
8. „Moiazoume“ – 3:56
9. „Pes Mou“ – 4:12
10. „Den M'Agapas“ – 5:13
11. „Pou Eisai Matia Mou“ – 4:22
12. „Anoihti Pligi (Why?)“ – 4:46